# The Bruisers
The Bruisers, ou simplement Bruisers, est un groupe de street punk et oi! américain, originaire de Portsmouth, dans le New Hampshire. The Bruisers est le premier groupe du chanteur des Dropkick Murphys Al Barr.

## Biographie
The Bruisers est formé à Portsmouth, dans le New Hampshire, en 1998. Les premiers membres du groupe sont des skinheads (qui ne se réclament cependant pas du mouvement White Power). Après quelques changements de membres et après avoir fait face à de la malchance, Al Barr devient le seul membre original du groupe. À cette période, le groupe, qui comprend Al Barr (chant), Jeff Morris (guitare), Scotty Davies (basse), et Roger Shosa (batterie), publie un premier EP intitulé  Intimidation au label local Patriot Records. L'EP se popularise dans la scène oi! britannique et, limité à 1 000 exemplaires, se vend rapidement. Leur EP-cassette sept titres, Independence Day, avec Crash (guitare rhythmique) et le batteur Danny Conners, marque un changement de style musical. 
Plus singles 7" sont publiés avant la sortie de leur premier album studio, Cruisin' for a Bruisin’ en 1993. Le groupe se caractérise par un léger mélange de rockabilly, de punk rock et punk hardcore. L'album est à l'origine publié au label Primitive Records avant son rachat par le label allemand Lost and Found Records, qui permet au groupe d'effectuer sa première tête d'affiche aux États-Unis. L'album fait participer Rick Wimert (d. 1998) remplaçant Crash à la guitare rythmique, et Keith « Ritchie » Richards à la basse. Up in Flames, un autre album, mélodique, suit en 1996. Désormais avec une formation stable, le groupe publie l'EP Still Standing Up, toujours avec un son rockabilly, punk et oi!. Un split-single avec les Dropkick Murphys suit avant la sortie d'un EP intitulé Molotov au label Cyclone Records. Barr, Richards, John Dicicco (batterie), John Rio (basse) et Scott Vierra (guitare rythmique) ré-enregistreront les premières chansons du groupe. Anything You Want, It’s All Right Here: The Authorized Bruisers est publié. Al Barr quitte le groupe fin 1998, marquant ainsi la fin des Bruisers. 
Malgré tout, en 2005, le groupe se reforme pour un concert spécial au Roxy de Boston. Ils se reforment de nouveau le 31 août 2012 pour le 2000 Tons of TNT Fest au Webster Theater, de Hartford.

## Membres
- Al Barr – chant (1988–1998, 2005)
- Jeff Morris – guitare (1988–1996, 2005)
- Scotty Davies – basse (1988–1990)
- Rodger Shosa – batterie (1988–1989)
- Dan Connors – batterie (1989–1997, 2005)
- Crash – guitare (1989–1990)
- Rick Wimert – guitare (1990–1995)
- Todd Seely – basse (1990–1991), guitare (1996–1997)
- Keith « Ritchie » Richards – basse (1991–1996), guitare (1997–1998)
- Robert Garceau – guitare (1995–1996)
- Scott Vierra – guitare (1996–1998, 2005)
- Johnny Rioux – basse (1996–1998)
- John Dicicco – batterie (1997–1998)
- Mike Savitkas – basse (2005)

## Discographie

### Albums studio
- 1993 : Cruisin' for a Bruisin'
- 1994 : Gates of Hell
- 1998 : The Authorized Bruisers: Anything You Want It's All Right Here...
- 1999 : One Law for Them...Another One for Us
- 2000 : In The Pit - Live and Rare
- 2000 : Better Days!
- 2004 : Cruisin' for a Bruisin'

### EP
- 1989 : Intimidation
- 1990 : Independence Day
- 1991 : American Night
- 1997 : Still Standing Up
- 1998 : Molotov

### Compilation
- 2004 : Singles Collection 1989-1997